# 二叔 (电视剧)
《二叔》，山东卫视于2013年播出的一部背景为中国大陆1980年代的电视剧。习辛执导，海宁北辰影视、海润影视、广东阳美满堂彩影视出品。2012年11月9日在安阳县水冶镇开机，2013年10月13号在江苏电视台城市频道播開始播起，11月15日在山东卫视播出。

## 剧情概述
二叔尔志强是一个桀骜不驯、毫无责任感的少年，二叔的“二”，让他付出了沉重的代价，大哥由他的过失而死，他因报仇打伤人而身陷囹圄，女朋友离他而去，大嫂一家的孩子们对他颇有成见。然而就是在这样的逆境中，他用自己独有的魅力，由一个爱闯祸的小伙子，成长为一个敢担当的男人。

## 主要演员
| 演员   | 角色   | 介紹 |
| 于晓光 | 尔志强 |      |
| 史可   | 慧兰   |      |
| 何翯   | 郑宝珠 |      |
| 赵岩松 | 尔志刚 |      |
| 李芯逸 | 晓薇   |      |
| 边原   | 高波   |      |
| 严晓频 | 曲文静 |      |
| 刘畅   | 顺子   |      |
| 于非   | 旭东   |      |

## 电视原声带
| 曲序 | 曲目           | 作曲   | 演唱         |
| ---- | -------------- | ------ | ------------ |
| 1.   | 愛過（片頭曲） | 舜文齐 | 高晶、舜文齐 |

## 相关
本剧在山东卫视上星播出后，收视和口碑双丰收，山东卫视破例给予剧方百万巨奖。
《二叔》写的是一个有点浑的男人，在哥哥去世后独自撑起整个家庭的故事，贴近生活贴近现实，非常接地气。其次剧情跌宕起伏，感人至极，编剧导演奉献的是一部极具诚意的作品。三是演员表演投入，很有爆发力，展现了社会的正能量。
网友“悦悦玉林”：“看了半集《二叔》，我热泪盈眶，剧中的一粒糖、一口锅、一对袖套、一条巷子都让我无比怀念那个年代，这些在现在都再也见不到了”。